# Wuhe (socken i Kina, Henan)
Wuhe (kinesiska: 吴河, 吴河乡) är en socken i Kina. Den ligger i provinsen Henan, i den centrala delen av landet, omkring 370 kilometer sydost om provinshuvudstaden Zhengzhou. Antalet invånare är 19 921. Befolkningen består av 10 323 kvinnor och 9 598 män. Barn under 15 år utgör 29,0 %, vuxna 15-64 år 60 %, och äldre över 65 år 10,0 %.
Genomsnittlig årsnederbörd är 1 445 millimeter. Den regnigaste månaden är juli, med i genomsnitt 258 mm nederbörd, och den torraste är januari, med 34 mm nederbörd.